# Коянто
Коянто (настоящее имя — Владимир Владимирович Косыгин; 21 января 1933, Ивашка, Дальневосточный край — 11 января 2012) — корякский поэт, писатель, государственный и общественный деятель.

## Биография
Владимир Коянто родился в селе Ивашка Карагинского района (ныне Корякский округ Камчатского края) 21 января 1933 года, в семье охотника и рыбака Владимира Иннокентьевича Косыгина. После окончания школы в 1950 году поступил на Северный факультет Ленинградского педагогического института им. Герцена, который окончил в 1956 году. В институте появились его первые литературные творения, которые публиковались в институтской многотиражке, в газете «Вечерний Ленинград». После окончания института приехал в Палану, где работал в Доме культуры.
В 1962 году был назначен учителем «красной яранги» с. Седанка. Затем вновь вернулся в Палану в Дом народного творчества. Не понаслышке зная трудную жизнь кочевников-оленеводов, постоянно бывая в табунах, рыболовецких бригадах, Косыгин пополнял копилку знаний о народах округа, жадно впитывал всё новое, что преподносила ему жизнь. Результатом этих поездок и сотрудничества с культработниками — а именно ительменским писателем Г. Г. Поротовым и фольклористом Алексеем Лахтоем — стало издание в 1969 году поэтического сборника «Песни Алнея», и чуть позже ещё двух — «В стране Кутхи» и «Дарю тебе песню». Книги эти пользовались бешеной популярностью, многие стихи сборников в дальнейшем обрели новое звучание в виде песен и сценических постановок.
В середине 60-х годов в Палане усилиями работников Дома народного творчества был создан танцевально-хоровой коллектив. Как всегда, заводилой и автором многих номеров стал Владимир Косыгин. Ансамбль участвовал во Всесоюзных смотрах художественной самодеятельности, региональных фестивалях народного творчества, становясь лауреатом и дипломантом. Именно на базе этого коллектива впоследствии был создан прославленный ныне корякский ансамбль «Мэнго». Стоит отметить, что Владимир Коянто — один из организаторов ансамбля. В частности — он является соавтором либретто балета. Многие номера, придуманные В.Косыгиным, Г.Поротовым, Т.Лукашкиной обрели новое воплощение в интерпретации А.Гиля.
В 1970 году в свет вышел первый поэтический сборник Владимира Косыгина «Оленьими тропами». Именно тогда появился и прочно укрепился за ним литературный псевдоним Коянто, что значит «оленный человек». Это слово как нельзя более точно отражает сущность всех чаяний писателя, сосредоточие всех его жизненных интересов. Человек тундры становится героем произведений Коянто на протяжении всей жизни. Именно защита интересов «оленных людей» сподвигнет его впоследствии на политическую карьеру.
Знание истории и культуры Камчатки, тесное сотрудничество с такими же неравнодушными, как и он сам, людьми, становятся определяющими факторами при выборе кандидатур для участия в знаменитом походе по маршруту отряда красноармейцев под командованием Г. И. Чубарова. Кроме В.Косыгина, в походе принимали участие режиссёр Никита Михалков (тогда проходивший военную службу на Камчатке), писатель и врач Зорий Балаян, руководитель лекторской группы обкома комсомола Евгений Миловский. Проехав на собачьих упряжках всю северную половину Камчатки, в каждом, самом маленьком селе, участники агитпохода устраивали встречи с жителями, давали импровизированные концерты, выступали с рассказами в школах и на предприятиях. Это мероприятие ещё раз показало, как велик интерес жителей округа к своим корням, с каким энтузиазмом принимают они всё новое.
В 1975 году Владимир Коянто поступает на Высшие литературные курсы при Литературном институте им. Горького, которые с успехом заканчивает в 1977-м. Он возвращается в Палану, где его снова ждёт работа в Доме культуры.
В 1980 году был выпущен второй поэтический сборник — «Родник», а в 1982 году вышла книга «Рог вожака».
В 1974 году состоялся дебют Коянто и как прозаика. Большой опыт, богатый материал, накопленный за годы жизни и работы в тундре, неравнодушное отношение к коренным северянам стали предпосылкой написания книги «Месяц молочных важенок», вышедшей в Новосибирске в серии «Молодая проза Сибири».
В 1976 году в Москве издательством «Современник» выпускается книга Владимира Коянто «Верхние люди подождут». Она имела большой резонанс, так как многими отрицательными её героями стали известные советские и партийные руководители округа.
В 1984 году Владимир Косыгин перешёл в редакцию окружного радио. Здесь-то и стал очевидным его талант мастера слова, яростного публициста, не желающего закрывать глаза на болевые точки округа. Десятки командировок, бесчисленное количество передач — голос Коянто звучал в самых отдалённых уголках Камчатки, вселяя в сердца людей надежду на лучшую жизнь, на перемены. Вместе с тем, не забывал он и про свой писательский труд. Его произведения издавались в сборниках, выходили отдельными книгами.
В 1988 году писатели-северяне, в числе которых и Владимир Косыгин, собираются на свой съезд, где обсуждают состояние дел в северных регионах страны, задаются вопросами: сохранится ли национальная культура, самобытность коренных народов Севера, смогут ли они выстоять под натиском цивилизации? Результатом этого съезда стало письмо писателей, направленное в адрес М. С. Горбачёва. Письмо не осталось без внимания, ЦК КПСС выпустило постановление, касающееся социально-экономического положения Севера России.
В 1989 году в округе, как и по всей стране, прошли первые демократические выборы депутатов в Верховный Совет СССР. Избрание Владимира Косыгина в этот представительный орган власти явилось закономерным итогом его общественной деятельности. За недолгий период работы на этом посту (2 года) он успел сделать очень много полезного как для Корякского округа, его людей, так и для всего российского Севера: принимал законы, оказывал помощь в решении проблем окружным властям, выступая с острыми публицистическими статьями, по-прежнему не желая оставлять без внимания даже самые маленькие посёлки и нужды людей, живущих там.
После распада СССР был распущен и Верховный Совет. Приобретённый опыт и хорошее знание политической деятельности не пропали даром — Владимир Косыгин стал работать специалистом-экспертом в Представительстве Президента Российской Федерации в Корякском автономном округе. И опять — бесконечные командировки, разъезды, опять он оказывается в самом центре жизни округа, повседневно сталкиваясь с надеждами и чаяниями его жителей.
В 1993 году выходит следующий поэтический сборник — «Очмнын» («Посох»). К слову, многие произведения Владимира Коянто, опубликованные в сборниках, переведены на английский, французский, украинский, белорусский, якутский, польский, чешский и японский языки.
В 1997 году в Салехарде состоялась Международная конференция писателей Севера, в работе которой приняли участие и делегаты Корякского автономного округа: Владимир Коянто и Юрий Алотов. Конференция опять обратилась к вопросам, требующим безотлагательного решения, касающимся сохранения северных народов, их уникальной культуры, в особенности — национальной литературы, которая является основой существования этноса.
В 1998 году Владимир Косыгин становится советником Губернатора Корякского автономного округа по вопросам местного самоуправления, решая проблемы жизнеобеспечения округа, развития его социально-экономической сферы.
В конце 1999 года Владимир Владимирович Косыгин вышел на пенсию, не оставив при этом общественной деятельности: он являлся членом комиссии по кадровой политике администрации Корякского автономного округа, а в 2002 году возглавил комиссию по правам человека в Корякском автономном округе.
Владимир Коянто не прерывал активной писательской деятельности. Следующим его сборником стала книга «Олени бежали к морю». Её выход оказался настоящим подарком писателю к его 70-летию. Позже, при финансовой поддержке администрации Корякского округа вышло ещё 2 книги — «Тумми» (2005 г.) и «Мой XX век» (2010 г.). «Олени бежали к морю» стала частью этой серии.
Стоит напомнить, что в начале 2000-х стихи Владимира Косыгина были использованы в аниме-сериале «Покемон».
Его произведения появлялись в сборниках «Последнее пришествие», «Народов малых не бывает», «Литература родного края», «Писатели народов Севера». Владимир Коянто продолжал писать до последних месяцев своей жизни. Здесь немаловажен тот факт, что, даже не печатаясь в изданиях, он регулярно вёл дневниковые записи (ещё с юных лет).
Коянто принимал деятельное участие в возрождении народного праздника «Алхалалалай».
Многим людям Владимир Косыгин запомнился и как прекрасный педагог — он вёл курс литературы народов Севера в Паланском педучилище.

## Признание
Член Союза писателей СССР, Союза журналистов России (1970), Союза писателей России (1973), Заслуженный работник культуры РСФСР, Заслуженный работник культуры РФ (1988), один из организаторов ансамбля «Мэнго», Почётный гражданин пос. Палана (1993). Лауреат премий: литературной им. Г. Г. Поротова, Корякской окружной им. С. Н. Стебницкого, Камчатской краевой Государственной. Портрет и биография занесены в галерею «Скрижали Камчатки». Награждён орденом «Знак Почёта». Ветеран труда (1987).